# Lycée de Banja Luka

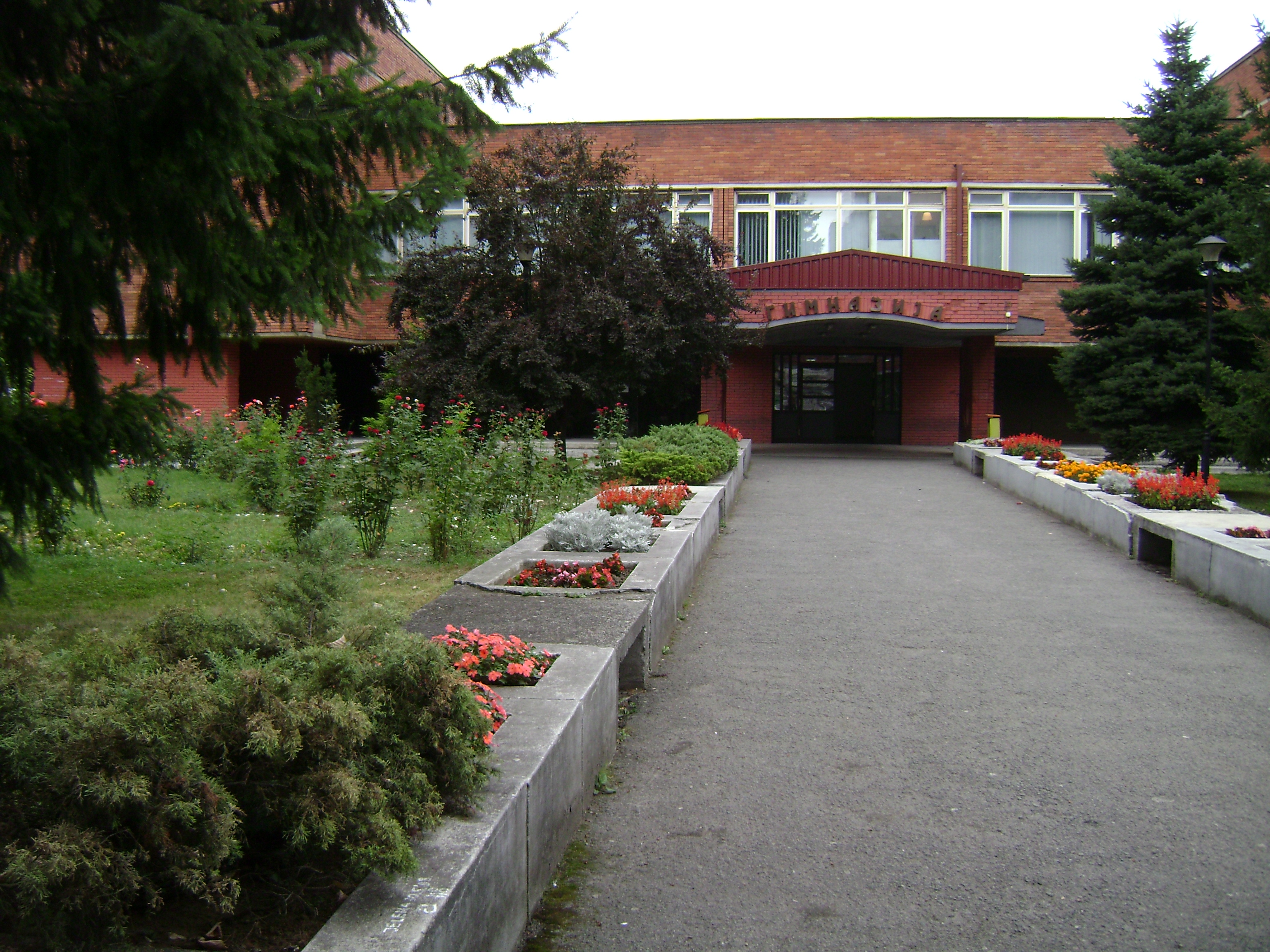
Le lycée de Banja Luka

Le lycée de Banja luka (en serbe cyrillique : Гимназија Бања Лука ; en serbe latin : Gimnazija Banja Luka) est un établissement d’enseignement secondaire situé à Banja Luka, la capitale de la république serbe de Bosnie, en Bosnie-Herzégovine. Il a ouvert ses portes le 24 octobre 1885. 
Après le tremblement de terre de 1969, qui a affecté la ville de Banja Luka, et après la destruction de ses anciens bâtiments, le lycée a été installé dans des locaux modernes ; depuis 2006, l'établissement prépare au baccalauréat international (BI).